# Сирмий
Си́рмий (греч. Σίρμιο; лат. Sirmium) — город в Римской Паннонии (на территории нынешней Сербии), который служил резиденцией императора Галерия в период тетрархии. Его значение в эпоху поздней античности было столь велико, что Аммиан Марцеллин назвал его «преславной матерью городов». Современный город на его месте — Сремска-Митровица. От Сирмия происходит название исторической области Срем.
До прихода римлян в I в. до н. э. на месте Сирмия было иллирийское поселение. В эпоху принципата город служил плацдармом для военных вылазок против даков и германцев; много времени здесь проводил Марк Аврелий. Уроженцами города были императоры Геренний Этруск, Гостилиан, Деций, Клавдий II, Квинтилл, Аврелиан, Проб, Максимиан, Констанций II и Грациан.
В 375 император Валентиниан перенёс в Сирмий свою резиденцию. Феодосий Великий был провозглашён императором в Сирмии. В IV—V вв. в городе прошло пять церковных соборов; здесь подвизались свв. Ириней Сирмийский и Анастасия Узорешительница. После падения Римской империи в Сирмии чеканили монету короли гепидов. В 870 архиепископскую кафедру в Сирмии возглавил Мефодий Солунский.
Император Леопольд I передал владение руинами императорского дворца в Сирмии племяннику папы Иннокентия XI из рода Одескальки. С тех пор глава этого рода носит титул герцога Сирмио (Duca di Sirmio).